# Matija Divković
Fra Matija Divković (Jelaške kod Vareša 1563. – Olovo, 21. kolovoza 1631.), hrvatski franjevac i vjerski pisac, prvi izdao knjigu na hrvatskom narodnom jeziku i prema tomu utemeljitelj hrvatske književnosti na pučkom jeziku u Bosni i Hercegovini. Djelovao je u duhu obnove Katoličke Crkve.

## Život
Vjerojatno je da je u franjevački red stupio u najbližem samostanu, u Olovu, gdje je primio temeljno znanje. Školovanje je nastavio u Italiji, poslije čega se vratio u Bosnu na rad. Godine 1609. bio je kapelan u Sarajevu. Čini se da je osim kapelanske dužnosti vršio i kakvu drugu službu, jer su u to doba imali uz samostane i škole. Ovdje je dovršio prvo svoje djelo Nauk krstjanski za narod slovinski, a počeo je prevoditi Sto čudesa aliti znamenja blažene i slavne Bogorodice. Godine 1611. Matija Divković putuje u Mletke, gdje su mu salili slova bosančice i gdje je oba djela tiskao. 
Godine 1612. Divković je u samostanu Kreševo, gdje je počeo pisati svoje najveće i najvažnije djelo Beside Divkovića vrhu evandelja nedjeljnieh priko svega godišta, koje je dovršio u Olovu (1614.). I ono je tiskano u Mletcima bosančicom 1616. (II. izdanje 1704.). Ovdje mu izađe 1616. i Nauk krstjanski s mnoziemi stvari duhovniemi (u više izdanja).
Matiju Divkovića je pomagao savjetom i potporom pri izdavanju njegovih djela Bartul Kačić Žarković, biskup makarski (1615. – 1645.), koji je upravljao i nekim župama u Bosni, a fratri su bosanski imali svezu s franjevačkim samostanima u Makarskom primorju (Živogošće, Zaostrog, Makarska). O Divkovićevu se životu na žalost više ne zna, ali je poznato da je umro u Olovu 21. kolovoza 1631.

## Djela
- Nauk krstjanski za narod slovinski
- Sto čudesa alili znamenja blažene i slavne Bogorodice i Divice Marije
- Beside Divkovića svrhu evanđelja nedjeljnijeh priko svega godišta
- Nauk krstjanski s mnozijemi stvari duhovnijemi i vele bogoljubnijemi

Ove su knjige nastajale zbog potrebe vjere katoličkog puka, pa je tako Nauk krstjanski (1611.), koji zovu i veliki, namijenjen kleru, dok je drugi Nauk krstjanski (1616.), nazvan mali, postao čitanka za narod. Dok je "Veliki nauk" sastavljen od više dosad neustanovljenih latinskih djela (iz propovijedi Ivana Herolta, Bernardina Bastija i dr.), "Mali nauk" je pisan u obliku dijaloga između učitelja i učenika, u kome veći dio zauzimaju stihovi i proza, različitog nabožno-poučnoga sadržaja. Ova je knjiga bila jedna od najraširenijih knjiga u Bosni i Hercegovini, a upotrebljavala se i u susjednoj Dalmaciji. 
Mali Nauk krstjanski doživio je preko osam izdanja. U njemu su pouke koje Divković "od Ledezmova i Bellarminova nauka u jedno stisnu". Točnije da kažemo, Divković se služio hrvatskim prijevodom katekizma Jakova Ledezme (1578.), talijanskim izvornikom Roberta Bellarmina i hrvatskim prijevodom njegove knjige (A. Komulovića). U ovom posljednjem je i Plač blažene Divice Marije u osmercu, što je napisano kao varijanta ovakovih "plačeva" koji su postojali iz vremena hrvatske glagoljske književnosti. Verši (~ stihovi) kako Abram hotijaše prikazati Ižaka u istom ovom Nauku krstjanskom jest parafraza Vetranovićeva Posvetilišta Abrahamova; život sv. Katarine, koji je također u stihovima, parafraza je starije hrvatske legende.
Sto čudesa... nešto su slobodniji prijevod srednjovjekovnih legenda Ivana Herolta (Promptuarium discipuli de miraculis B. M. Virginis, mletačko izdanje 1598.). Beside... su zbirka propovijedi namijenjenih svećenicima i redovnicima; većinom su sastavljene prema Heroltovoj zbirci (Sermones discipuli de tempore et de Sanctis), kao i prema zbirkama nekih drugih katoličkih pisaca.

## Nasljeđe
Matija Divković ima povijesnu zaslugu kao utemeljitelj hrvatske književnosti u Bosni (naravno, govorimo o književnosti u modernom značenju riječi – većina je spomenika srednjovjekovne pismenosti nastalih u i oko stare Bosne i Huma, poput Grškovićeva apostola, Hrvojeva misala, Hvalova zbornika ili Mletačke apokalipse također dijelom hrvatske pisane baštine, no, ne i književnosti u užem smislu).
Kako se moglo iz svega navedenoga razabrati, Divković nije izvoran pisac; on prevodi i prerađuje. Kao prevodilac "nije pedantan prema svojim izvorima", što mu daje kakvu-takvu stvaralačku mogućnost te mu koristi da sve to prenese u pučki način izražavanja štokavskim narodnim narječjem, pomiješano ikavsko-ijekavskim govorom koji se govorio između Olova i Kreševa u Bosni.
Obzirući se na izvore njegovih djela kojima se pomagao u suradnji na protureformaciji, izbor je njegov već u ono vrijeme bio zastario, pošto barokno katoličko doba traži i nalazi uzore u katoličkoj književnosti kasnoga srednjeg vijeka. Znači li to, možda, da nije dobro poznavao literaturu predmeta ili što drugo? Istraživači misle da je Divkoviću mnogo značila sredina kojoj su njegova djela bila namijenjena, pa je birao djela zbog jačeg utjecaja na puk, jer će to pomoći i cilju komu su ona namijenjena, tj. katoličkoj protureformaciji. Zbog toga je Divković izabrao i oblik priča i stihova. To bi možda bio glavni razlog da se Divković tako uspješno približio puku, te ga je učinilo popularnim da ga je mogao potisnuti nešto kasnije jedino Andrija Kačić Miošić. Divković se najviše približio narodnom piscu. To se vidi iz njegovih Besida...; u njima ima neposrednosti. Dok se protureformatori, zbog napretka u vremenu, drže više-manje racionalizma da bi privukli što više svijeta, Divković ulazi u srednji vijek i tu ostaje i time osvaja.
Divkovića su nasljedovali u stilu i načinu brojni poznati i manje poznati hrvatski pisci, te su svi oni zaslužni za pobjedu štokavskoga narječja u hrvatskoj književnosti. Na Divkovića su se ugledali Stjepan Margitić u Bosni, Toma Babić iz Skradina i Pavao Stošić iz Like, zatim Antun Depope na Krku, Đuro Matijašević u Dubrovniku i drugi. Na koncu treba reći da je Divković svojim jezikom pridonio konačnoj odluci da su Hrvati definitivno prihvatili štokavsko-ijekavski govor za svoj književni jezik u 19. stoljeću.

## Vanjske poveznice
- Prilog znanstvenoj raspravi o djelima bosanskog franjevca fra Mate (Matije) Divkovića, Vine Mihaljević
- Matica hrvatska – Ogranci – Knjige  Arhivirana inačica izvorne stranice od 8. kolovoza 2007. (Wayback Machine) – Hrvatska književnost BiH od od XIV do sredine XVIII stoljeća (6)
- Matija Divković, tekst iz "Hrvatske riječi"  Arhivirana inačica izvorne stranice od 17. siječnja 2012. (Wayback Machine) otac bosanskohercegovačke i hrvatske književnosti u BiH
- Svjetlo riječi poseban prilog – četiri stoljeća prve tiskane knjige u Bosni i Hercegovini na narodnom jeziku
- Nauk Krstianski, u Mnecieh 1641., digitalizirano u Bayerische Staatsbibliotheku https://www.bsb-muenchen.de/%7CBayerische%5Bneaktivna+poveznica%5D